# Antiguo puerto de Samos
El antiguo puerto de Samos estaba ubicado en la ciudad de Samos (actual Pitagoreio) en la isla de Samos. Consistía en un gran muelle,  identificado en el siglo V a. C. por el historiador griego Heródoto como una de las tres mayores hazañas de la ingeniería en el mundo griego. Grandes partes del antiguo muelle parecen sobrevivir, parcialmente incorporadas al muelle moderno, pero estos restos son muy difíciles de datar.

## Historia
La isla de Samos se convirtió en una de las principales potencias navales del Egeo en el siglo VI a. C., culminando durante el reinado del tirano Polícrates. En el siglo V, Heródoto informa que un dique rodeó el puerto, con una longitud de más de dos estadios mar adentro (más de 400 metros), y alcanzó una profundidad de 20 metros.
El poder político de la isla decayó en el siglo V a. C. sin embargo, el puerto siguió siendo una importante base naval y centro económico, especialmente bajo el dominio ptolemaico durante el período helenístico y el período imperial romano. Fue gravemente dañado por un terremoto en el año 262 d. C. El moderno muelle de Pitagoreio fue construido en el siglo XIX.

## Descripción
Pitagoreio tiene un gran puerto natural, pero está muy abierto hacia el sur, por lo que los feroces vientos del norte representan una amenaza para la navegación en él. El antiguo muelle se extendía hacia el este desde el borde occidental del puerto, para protegerse de estos vientos.
Los restos de una estructura de piedra se encuentran sumergidos al sur del moderno muelle del puerto, discurriendo paralelamente y parcialmente incorporados. La investigación arqueológica ha revelado un dique de 480 metros (1574,8 pies) de largo. En su extremo este, la superficie superior de la estructura es de 2,75 metros (9 pies) por debajo de la superficie y continúa por debajo del lecho marino moderno hasta una profundidad de al menos 14 metros (45,9 pies) por debajo del nivel del mar. Se han recuperado varios elementos arquitectónicos sueltos, entre ellos una  columna de tambor.
La estructura fue dañada repetidamente por tormentas y terremotos en la antigüedad y se reparó apilando nuevas piedras sobre las viejas, dificultando su datación. Los restos de cerámica recuperados en los cimientos del muelle datan en su mayoría del período imperial romano, y el material más antiguo data de cerca de 300 a. C. La excavadora, Angeliki Simossi, fechó la estructura sobreviviente al período helenístico temprano, haciéndola más tardía y más grande que la descrita por Heródoto. Ella sugirió que la estructura conocida por Heródoto podría estar debajo de los restos sobrevivientes, tal vez en la sección norte que está cubierta por el moderno muelle del puerto. Las excavaciones posteriores sugirieron que parte de esta estructura podría ser de los trabajos de construcción del siglo XIX, pero se superpone a un malecón bizantino, que a su vez se superpone a un antiguo muelle de escombros. Se han encontrado más rastros de un antiguo muelle de escombros en el lado este del muelle moderno, pero muy poco se pudo discernir al respecto.

## Excavaciones
En 1988, el moderno rompeolas de Pitagoreio se derrumbó y se descubrieron indicios del antiguo muelle durante los trabajos de reparación. Un equipo de once buzos del Eforato de Antigüedades Submarinas emprendió una excavación submarina del 8 de septiembre al 14 de octubre de 1988 bajo la dirección de Angeliki Simossi. Simossi realizó más excavaciones entre 1992 y 1996 y se recuperaron importantes restos de cerámica durante las obras del puerto en 2009.